# Margarites glabrus
Margarites glabrus is een slakkensoort uit de familie van de Margaritidae. De wetenschappelijke naam van de soort is voor het eerst geldig gepubliceerd in 1978 door Golikov & Gulbin.